# Murer & Duroni
La Murer & Duroni è stata un'azienda di apparecchi fotografici italiana fondata a Milano nel 1892, dagli eredi del fotografo dagherrotipista pioniere della fotografia Alessandro Duroni (1807-1870).
Questi operò a Milano sin dal 1835 in Corso Vittorio Emanuele II; di questo pioniere della fotografia sono famose alcune fotografie di Giuseppe Garibaldi e Vittorio Emanuele II.
Nel 1892 la società fondata dagli eredi di Duroni si espanse con l'ingresso del socio Teodoro Murer dando vita alla Murer & Duroni. Le fotocamere prodotte furono distribuite in Inghilterra con il nome Salex mentre in Svezia furono commercializzate dalla Hasselblad.
L'azienda cessò le sue attività nel 1934.

## Produzione
Diversi sono i modelli prodotti dall'azienda Milanese in diversi formati  4,5 x 6, 6 x 9, 8 x 8 o 9 x 12, insieme alle piccole Murer 4,5 x 6:
- Blitz
- Murer's Express
- Muro (folder, 1914)
- Express Newness A, Sl, G and H (box, c.1900)
- Folding plate focal plane stut folders
- Piccolo (tapered box, c.1900)
- Reflex (6.5x9cm SLR, c.1920s)
- Salex Murer Miniature Folding Camera
- SL (Box, c.1900)
- SL Special
- Sprite
- Stereo
- Stereo SL Special
- Stereo Box
- Stereo Reflex (plate stereo SLR)
- UF (strut folder, c.1910)
- UP-M (strut folder, c.1924)